# Bodrum
Bodrum (phát âm tiếng Thổ Nhĩ Kỳ: [bodɾum]) là một thành phố cảng ở tỉnh Muğla, trong khu vực phía tây nam Aegean của Thổ Nhĩ Kỳ. Nó nằm trên bờ biển phía nam của bán đảo Bodrum, tại một điểm kiểm tra nhập cảnh vào vịnh Gökova. Thành phố được gọi là Halicarnassus của Caria trong thời cổ đại và nổi tiếng với Lăng mộ của Mausolus, một trong Bảy kỳ quan thế giới cổ đại. Lâu đài Bodrum, được xây dựng bởi Crusaders trong thế kỷ 15, nhìn ra bến cảng và bến du thuyền. Các căn cứ lâu đài bao gồm Bảo tàng Khảo cổ học dưới nước và một số tổ chức lễ hội văn hóa trong suốt cả năm.
Thành phố có dân số 118.237 trong năm 2009 so với 105.474 người năm 2007. Thành phố có diện tích 656 km²i, mật độ 161 người/km².